# Carmichaelia ovata
Carmichaelia ovata är en ärtväxtart som beskrevs av George Simpson. Carmichaelia ovata ingår i släktet Carmichaelia och familjen ärtväxter. Inga underarter finns listade i Catalogue of Life.